# Еббу-Вейл
Е́ббу-Ве́йл (англ. Ebbw Vale, валл. Glyn Ebwy) — місто на південному сході Уельсу, адміністративний центр області Бланау-Гвент. До 1978 року — значний центр чорної металургії Великої Британії.  
Населення міста становить 18 558 осіб (2001).  

## Історія
До другої половини 17 століття Еббу-Вейл — село з населенням близько 120 чоловік. 1778 року тут було відкрито Еббу-Вейльський залізоробний завод, на якому виплавляли чавун. Пізніше завод працював з повним металургійним циклом і перетворився на Еббу-Вейлський металургійний завод. З відкриттям заводу село виросло й перетворилося на місто.  Після будівництва заводу, в околицях села з’явилося багато кам’яновугільних шахт. У липні 2002 року завод закрито і демонтовано.    